# Penang (wyspa)

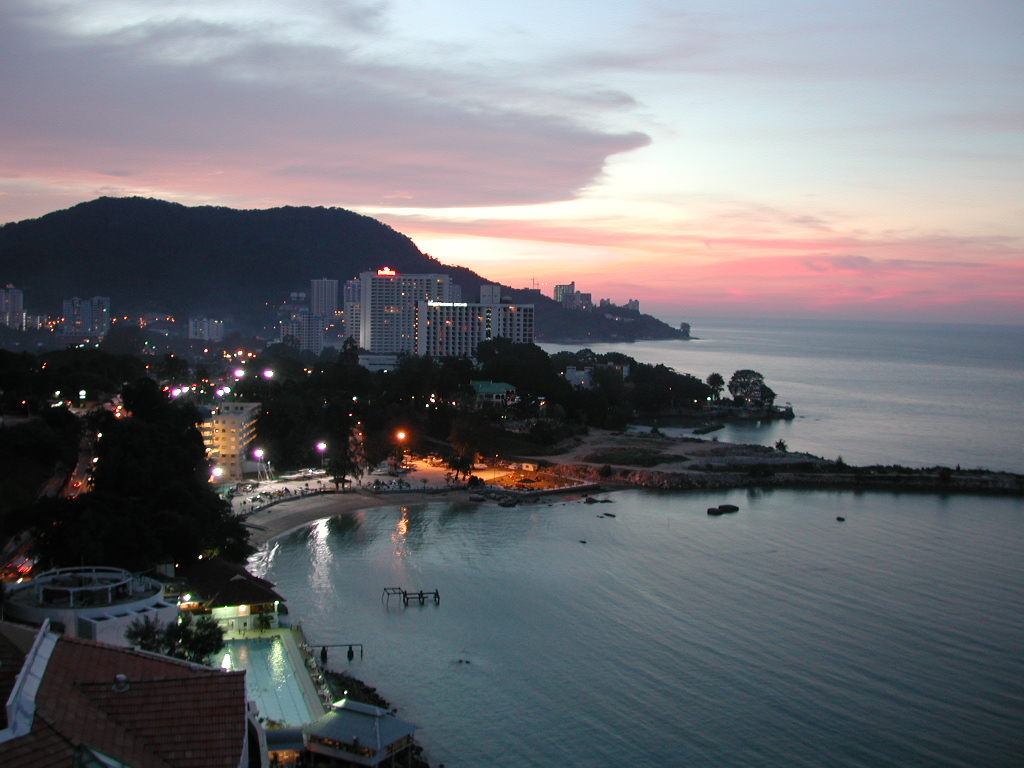
Tanjung Bungah w północnej części wyspy Penang

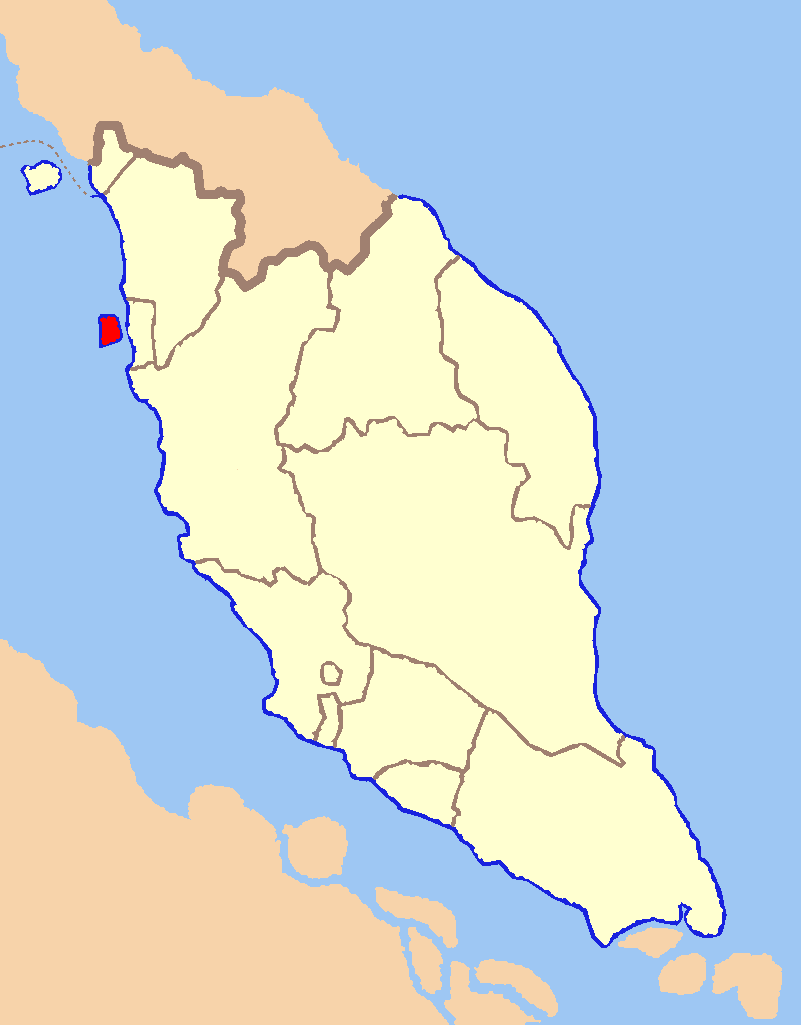
Lokalizacja wyspy

Penang, Pinang (malajski Pulau Pinang) – wyspa u zachodnich wybrzeży Półwyspu Malajskiego, stanowiąca część malezyjskiego stanu Penang.

## Historia
W XV wieku znana chińskim żeglarzom jako wyspa Betelnut. Na początku XVIII wieku na wyspę dotarli osadnicy z Sumatry.
12 sierpnia 1786 kapitan Francis Light odkupił wyspę od sułtana Kedahu i założył tu faktorię Kompanii Wschodnioindyjskiej – punkt osadnictwa brytyjskiego na Malajach. Dla ochrony przed piratami oraz Francuzami i Holendrami zbudowano masywne mury i fort. Wolnocłowy port i rozwój plantacji herbaty oraz tytoniu spowodował napływanie taniej siły roboczej z Chin i Indii. Rozwój przyspieszyła jeszcze bardziej uprawa drzew kauczukowych.
19 grudnia 1941 roku wyspę zajęły wojska japońskie. W 1948 roku Penang wszedł w skład Federacji Malajskiej.
Współcześnie wyspa stanowi jedną z większych atrakcji turystycznych Malezji. Największym miastem jest George Town, wpisany na listę światowego dziedzictwa UNESCO. Wyspę łączy z lądem most Penang.

## Ludność
Na wyspie przeważają Chińczycy, przed Hindusami i Malajami. Mniej liczni są Euroazjaci, najczęściej krwi portugalsko-malajskiej oraz Baba-Melayu (pochodzenia chińsko-malajskiego). Grupy te zachowują odrębność społeczną.

## Atrakcje turystyczne
- fort Cornwallis (zbudowany w latach 1808–1810 w miejscu wcześniejszego, drewnianego),
- wiktoriańskie gmachy administracji kolonialnej – urząd miejski, pałac gubernatora, sąd najwyższy,
- muzeum wyspy,
- pomnik Francisa Lighta,
- buddyjska świątynia Kek Lok Si (architektura birmańsko-tajsko-chińska) z 7-piętrową pagodą,
- meczet Kapitan Kling[2],
- Świątynia Węży w Bayan Lepas w południowej części wyspy.